# Nageltjärnen
Nageltjärnen är en sjö i Härjedalens kommun i Härjedalen och ingår i Ljusnans huvudavrinningsområde. Sjön har en area på 0,302 kvadratkilometer och ligger 796,2 meter över havet. Nageltjärnen ligger i Rogen Natura 2000-område. Vid provfiske har gädda fångats i sjön.

## Delavrinningsområde
Nageltjärnen ingår i det delavrinningsområde (692263-132644) som SMHI kallar för Utloppet av Nageltjärnen. Medelhöjden är 845 meter över havet och ytan är 2,01 kvadratkilometer. Det finns inga avrinningsområden uppströms utan avrinningsområdet är högsta punkten. Vattendraget som avvattnar avrinningsområdet har biflödesordning 3, vilket innebär att vattnet flödar genom totalt 3 vattendrag innan det når havet efter 402 kilometer. Avrinningsområdet består mestadels av skog (48 procent) och kalfjäll (37 procent). Avrinningsområdet har 0,3 kvadratkilometer vattenytor vilket ger det en sjöprocent på 15 procent.